# Al Samfors (filmproducent)
Bo Al Samfors,  född den 8 oktober 1933 i Storkyrkoförsamlingen, Stockholm, död den 24 oktober 2017, var en svensk filmproducent och filmproduktionschef.

## Biografi
Samfors var son till Teaterinspicienten Al. Samfors. Utbildades till fotograf vid Centralfilm och blev sedan ansvarig för elevproduktioner på Dramatiska Institutet. Samfors är gravsatt i minneslunden på Silverdals griftegård i Sollentuna.

## Producent
- 1993 – En lördag...
- 1993 – Pendlaren
- 1993 – Älska, älskar inte
- 1995 – Tjugo vintrar - tjugo somrar
- 1999 – Prayer
- 1999 – Pûjâ

## Produktionschef
- 1993 – Suicide Bridge
- 1994 – Black and white in color
- 1994 – Crack of dawn
- 1994 – Det var en mörk och stormig natt
- 1994 – Oxhunger
- 1994 – St. Petersburg - just around the corner
- 1996 – Nöd ut
- 1997 – Såsom i himmelen